# Wohnheimsiedlung Maßmannplatz
Die Wohnheimsiedlung Maßmannplatz wurde nach dem Zweiten Weltkrieg ab 1948 mit amerikanischer Unterstützung von Studenten und Auszubildenden in München erbaut. Die Idee zur Gründung des Wohnheimes stammt von einem engagierten amerikanischen Besatzungsoffizier und dem Historiker Hermann Mau aus München. Unter Regie der Architekten Grete und Werner Wirsing, damals noch Student, entstand ohne Baugenehmigung, jedoch unterstützt von Stadt und US-Besatzungstruppen, ein Haus in Doppel-H-Form, das inzwischen unter Denkmalschutz steht. Durch das Zusammenleben von Studenten und Auszubildenden und die eingeführte Selbstverwaltung sollte auch die Demokratie gefördert werden. Bis 1951 wurde der Wohnkomplex durch in westliche Richtung erweitert. 
Das Gebäude ist ein wichtiges Zeugnis für eine Strömung von Architekten, die einen modernistischen Wiederaufbau der Stadt München wünschten.

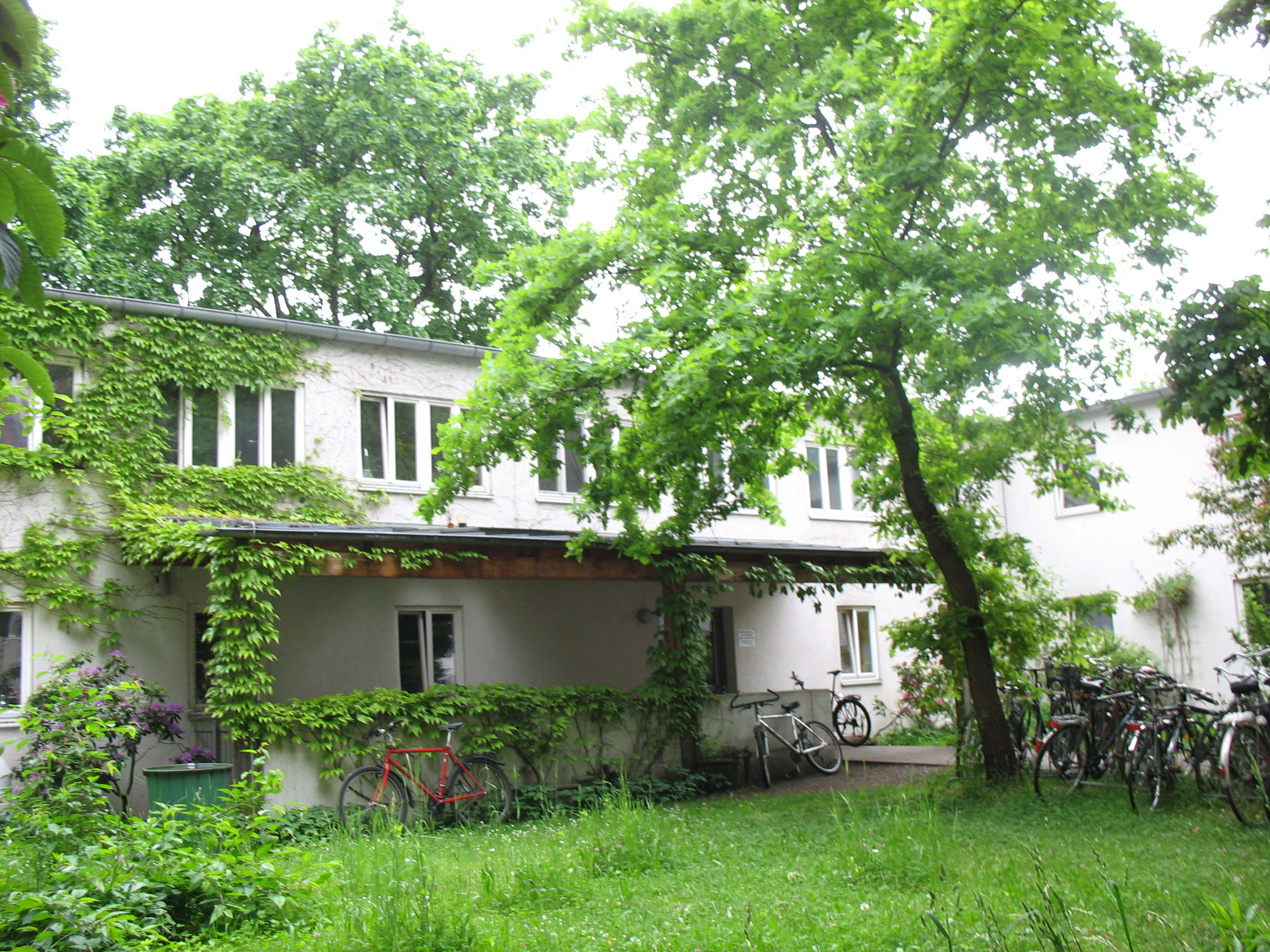
Eingangsbereich der Wohnheimsiedlung Maßmannplatz

## Baubüro des Bayerischen Jugendsozialwerks
Das Baubüro bestand aus folgenden Architekten und Architektinnen: Erik Braun, Wolfgang Fuchs, Herbert Groethuysen, Gordon Ludwig, Jakob Semler, Grete Wirsing und Werner Wirsing. Leiter des Baubüros waren Werner Wirsing (ab 1948) und Grete Wirsing (ab 1949). 

## Lage
Die Wohnheimsiedlung Maßmannplatz befindet sich in der Heßstraße 77 und 79, Höhe Winzererstraße, auf dem ehemaligen Maßmannbergl im Norden des Maßmannparks im Zentrum Münchens in der Maxvorstadt. In unmittelbarer Nähe befindet sich die Fachhochschule München (FHM) und nur wenige Gehminuten entfernt die Technische Universität München (TUM).

## Wohnen

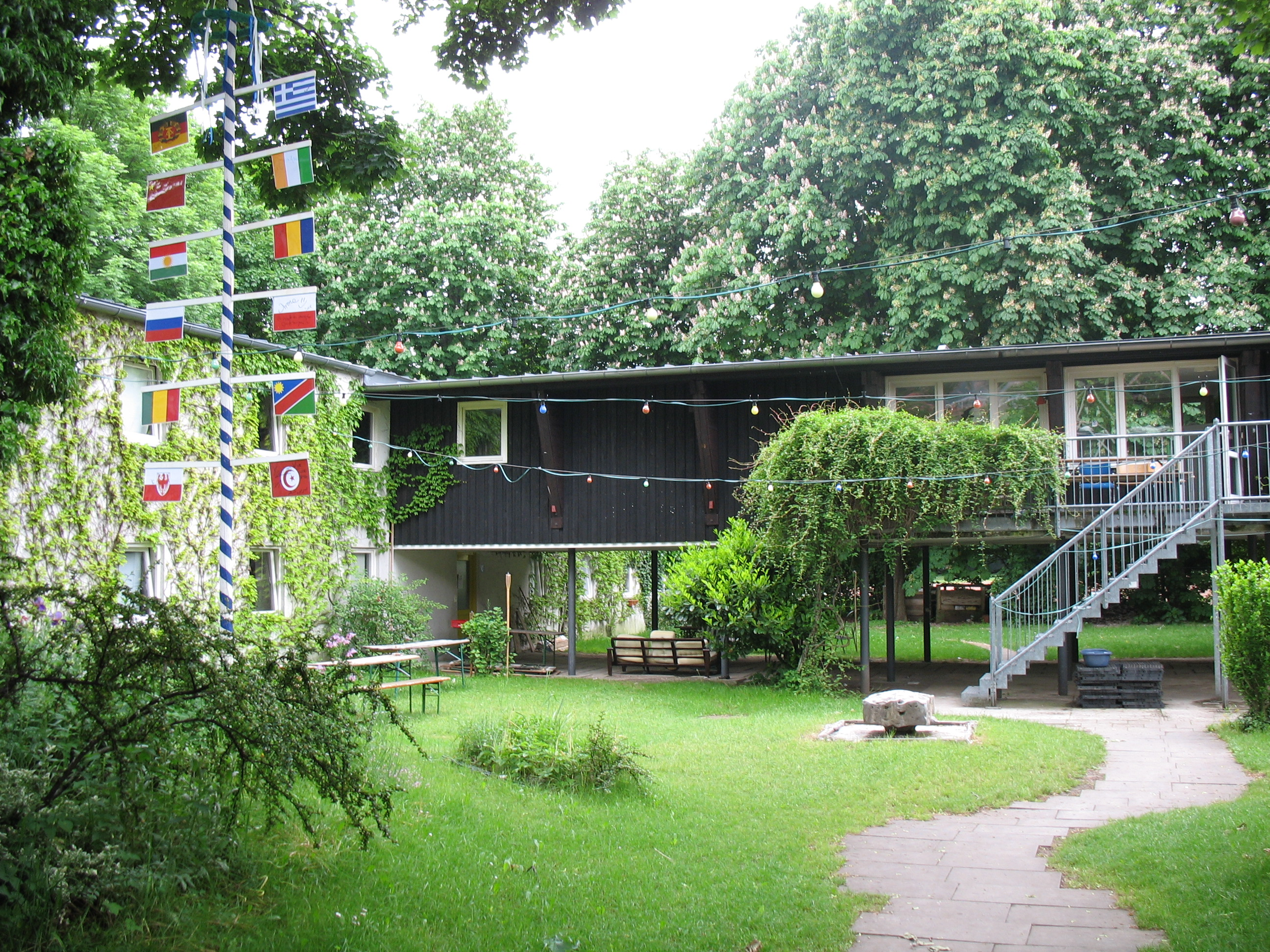
Innenhof der Wohnheimsiedlung Maßmannplatz

Die Wohnheimsiedlung besteht aus den fünf Häusern A–E, in denen sich zwischen 22 und 28 Bewohner je eine Küche und einen Aufenthaltsraum teilen. Die Häuser sind alle miteinander verbunden und von mehreren Gärten umgeben. Sie schließen sich um einen großen Innenhof. Zwei große Balkone verbinden die Häuser D und A und die Häuser C und B.
Insgesamt stehen 124 Einzelzimmer mit einer Wohnfläche von 10 bis 15 m² zur Verfügung, mehrere Duschen und WCs sowie pro Haus ein Aufenthaltsraum und eine Küche.
Die Bewohner bestimmen in einer Aufnahmesitzung selbst über die Belegung der Zimmer. Die Aufnahmesitzungen finden zwei- bis viermal pro Jahr statt, je nach Bedarf. Es werden aber immer wieder auch kurzfristig Gastzimmer angeboten.

## Kulturelles Leben

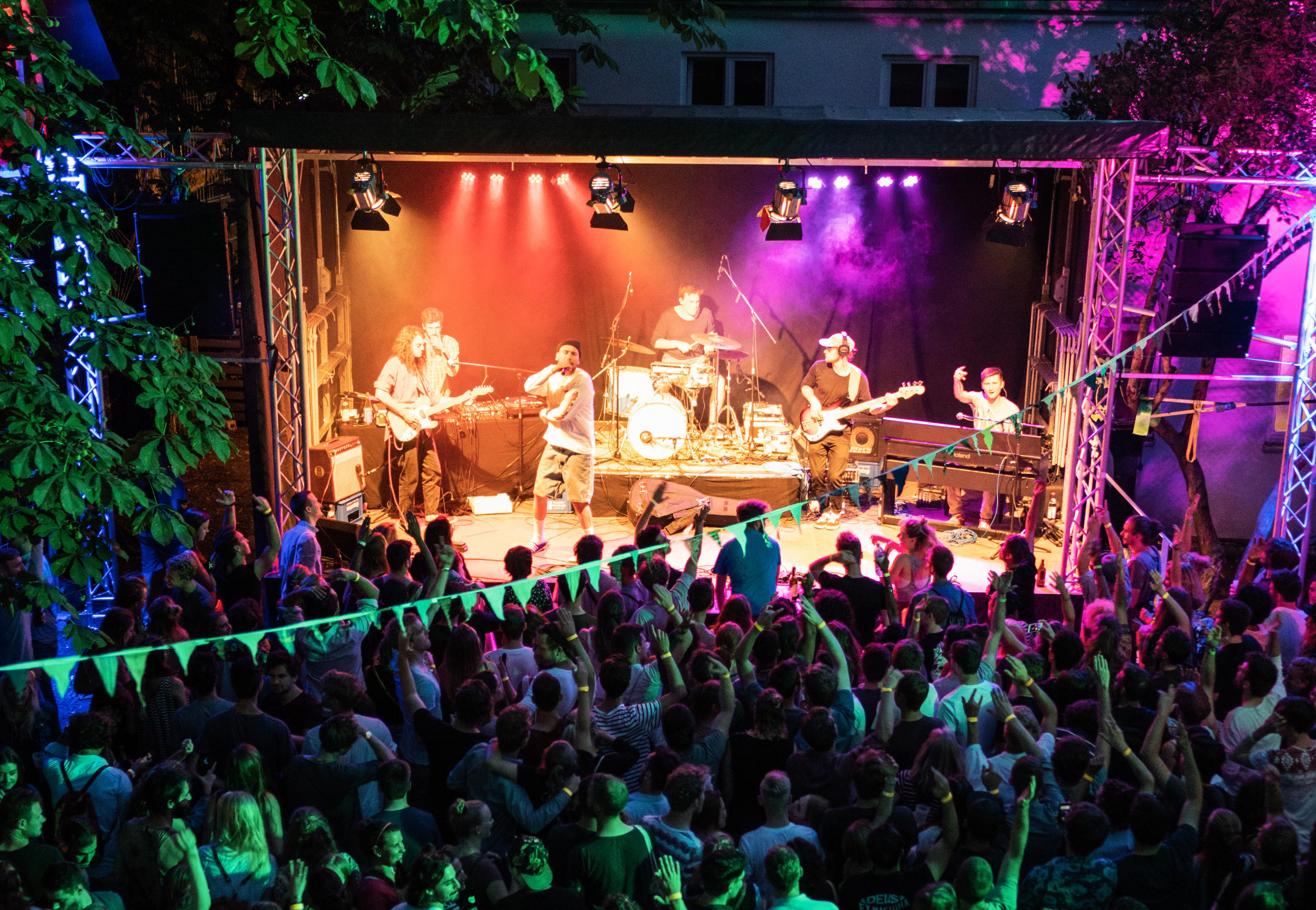
Auftritt von Ferge X Fisherman auf dem Sommerfest 2018

### Feste
Höhepunkte des kulturellen Lebens in der Wohnheimsiedlung Maßmannplatz sind die drei großen Feste, der Maßmannfasching, das Maifest und das Sommerfest. Diese werden zirkulierend von einem der Häuser organisiert, wobei aber alle Bewohner mithelfen. Die Feste sind meist mit Livemusik und Showeinlagen und zum Maifest mit dem traditionellen Maibaumaufstellen verbunden.

## Trägerschaft
Der Träger des Heims ist der am 22. Juli 1949 gegründete Verein Wohnheimsiedlung Maßmannplatz e. V.
Dem Verein gehören ca. 120 Mitglieder an, meist ehemalige Bewohner und Bewohnerinnen. Aktiv in der Vereinsarbeit tätig ist der zwölf Mitglieder starke Vorstand, der in der Mitgliederversammlung gewählt wird. Vier Vorstandsmitglieder müssen aktive Bewohner sein, von denen wieder zwei automatisch die höchsten Ämter der Selbstverwaltung innehaben.
Die Selbstverwaltung setzt sich aus mehreren Gremien zusammen, die jährlich neu gewählt werden.